# سبايك رولينغز
سبايك رولينغز (بالإنجليزية: Spike Rawlings)‏ هو لاعب كرة قدم ومقدم تلفزيوني بريطاني في مركز الدفاع، ولد في 7 أبريل 1944 في Wallsend ‏ في المملكة المتحدة، وتوفي في 14 مارس 2006 في نيوكاسل أبون تاين في المملكة المتحدة. لعب مع نادي بارو ونادي بوري ونادي رانكورن هالتون.

## وصلات خارجية
- سبايك رولينغز على موقع IMDb (الإنجليزية)